# Afrikaans kwalificatietoernooi hockey vrouwen 2015
Het Afrikaans kwalificatietoernooi hockey voor vrouwen in 2015 werd gehouden om te bepalen welk land zich zou plaatsen voor  de Olympische Spelen in 2016. Het toernooi met zeven deelnemers werd gehouden van 23 tot en met 1 november in het Zuid-Afrikaanse Randburg. Zuid-Afrika won het toernooi en kwalificeerde zich hiermee voor de Olympische Spelen.
Het toernooi zou eerst in het Egyptiche Ismailia plaatsvinden. Om veiligheidsredenen werd het toernooi verplaatst naar Zuid-Afrika en een week later gehouden.
Alle tijden zijn lokale tijden.

## Uitslagen
Alle landen speelden een keer tegen elkaar in één groep. De groepswinnaar wint het toernooi.
| Pos. | Team        | GS | W | G | V | DV | DT | DS  | Ptn |
| ---- | ----------- | -- | - | - | - | -- | -- | --- | --- |
| 1    | Zuid-Afrika | 6  | 6 | 0 | 0 | 68 | 0  | +68 | 18  |
| 2    | Ghana       | 6  | 4 | 1 | 1 | 22 | 7  | +15 | 13  |
| 3    | Kenia       | 6  | 3 | 1 | 2 | 13 | 18 | -5  | 10  |
| 4    | Namibië     | 6  | 3 | 0 | 3 | 16 | 10 | +6  | 9   |
| 5    | Zimbabwe    | 6  | 2 | 0 | 4 | 12 | 15 | -3  | 6   |
| 6    | Nigeria     | 6  | 2 | 0 | 4 | 16 | 23 | -7  | 6   |
| 7    | Tanzania    | 6  | 0 | 0 | 6 | 0  | 74 | -74 | 0   |

| 23 oktober 2015 14:00 |           |          |                                                        |
| Tanzania              | 0–9       | Zimbabwe | Scheidsrechters: Caren Ouma (KEN) Deborah Agunda (KEN) |
|                       | (verslag) |          | Scheidsrechters: Caren Ouma (KEN) Deborah Agunda (KEN) |

| 23 oktober 2015 16:30 |           |         |                                                                 |
| Ghana                 | 2–1       | Nigeria | Scheidsrechters: Stephanie Judefind (USA) Chantelle Birtz (RSA) |
|                       | (verslag) |         | Scheidsrechters: Stephanie Judefind (USA) Chantelle Birtz (RSA) |

| 23 oktober 2015 16:45 |           |         |                                                             |
| Kenia                 | 2–0       | Namibië | Scheidsrechters: Sharne Meyers (ZIM) Lyndal Robertson (RSA) |
|                       | (verslag) |         | Scheidsrechters: Sharne Meyers (ZIM) Lyndal Robertson (RSA) |

| 24 oktober 2015 12:15 |           |          |                                                              |
| Kenia                 | 2–0       | Zimbabwe | Scheidsrechters: Cynthia Clement (GHA) Chantelle Britz (RSA) |
|                       | (verslag) |          | Scheidsrechters: Cynthia Clement (GHA) Chantelle Britz (RSA) |

| 24 oktober 2015 13:15 |           |         |                                                           |
| Ghana                 | 1–0       | Namibië | Scheidsrechters: Jummai Sule (NGA) Lyndal Robertson (RSA) |
|                       | (verslag) |         | Scheidsrechters: Jummai Sule (NGA) Lyndal Robertson (RSA) |

| 24 oktober 2015 14:30 |           |         |                                                       |
| Zuid-Afrika           | 15–0      | Nigeria | Scheidsrechters: Sharne Meyers (ZIM) Caren Ouma (KEN) |
|                       | (verslag) |         | Scheidsrechters: Sharne Meyers (ZIM) Caren Ouma (KEN) |

| 26 oktober 2015 14:00 |           |          |                                                          |
| Ghana                 | 4–0       | Zimbabwe | Scheidsrechters: Caren Ouma (KEN) Lyndal Robertson (RSA) |
|                       | (verslag) |          | Scheidsrechters: Caren Ouma (KEN) Lyndal Robertson (RSA) |

| 26 oktober 2015 16:30 |           |          |                                                             |
| Kenia                 | 5–0       | Tanzania | Scheidsrechters: Stephanie Judefind (USA) Jummai Sule (NGA) |
|                       | (verslag) |          | Scheidsrechters: Stephanie Judefind (USA) Jummai Sule (NGA) |

| 26 oktober 2015 19:00 |           |         |                                                             |
| Zuid-Afrika           | 5–0       | Namibië | Scheidsrechters: Deborah Agunda (KEN) Cynthia Clement (GHA) |
|                       | (verslag) |         | Scheidsrechters: Deborah Agunda (KEN) Cynthia Clement (GHA) |

| 27 oktober 2015 14:30 |           |          |                                                        |
| Ghana                 | 12–0      | Tanzania | Scheidsrechters: Sharne Meyers (ZIM) Jummai Sule (NGA) |
|                       | (verslag) |          | Scheidsrechters: Sharne Meyers (ZIM) Jummai Sule (NGA) |

| 27 oktober 2015 16:30 |           |         |                                                         |
| Namibië               | 3–1       | Nigeria | Scheidsrechters: Chantelle Britz (NGA) Caren Ouma (KEN) |
|                       | (verslag) |         | Scheidsrechters: Chantelle Britz (NGA) Caren Ouma (KEN) |

| 27 oktober 2015 16:45 |           |          |                                                                |
| Zuid-Afrika           | 6–0       | Zimbabwe | Scheidsrechters: Stephanie Judefind (USA) Deborah Agunda (KEN) |
|                       | (verslag) |          | Scheidsrechters: Stephanie Judefind (USA) Deborah Agunda (KEN) |

| 29 oktober 2015 12:15 |           |         |                                                               |
| Zimbabwe              | 1–2       | Namibië | Scheidsrechters: Lyndal Robertson (RSA) Chantelle Birtz (RSA) |
|                       | (verslag) |         | Scheidsrechters: Lyndal Robertson (RSA) Chantelle Birtz (RSA) |

| 29 oktober 2015 14:00 |           |         |                                                           |
| Tanzania              | 0–10      | Nigeria | Scheidsrechters: Sharne Meyers (ZIM) Deborah Agunda (KEN) |
|                       | (verslag) |         | Scheidsrechters: Sharne Meyers (ZIM) Deborah Agunda (KEN) |

| 29 oktober 2015 16:45 |           |       |                                                                 |
| Zuid-Afrika           | 12–0      | Kenia | Scheidsrechters: Cynthia Clement (GHA) Stephanie Judefind (USA) |
|                       | (verslag) |       | Scheidsrechters: Cynthia Clement (GHA) Stephanie Judefind (USA) |

| 30 oktober 2015 12:00 |           |         |                                                         |
| Zimbabwe              | 2–1       | Nigeria | Scheidsrechters: Cynthia Clement (GHA) Caren Ouma (KEN) |
|                       | (verslag) |         | Scheidsrechters: Cynthia Clement (GHA) Caren Ouma (KEN) |

| 30 oktober 2015 14:15 |           |       |                                                                  |
| Ghana                 | 3–3       | Kenia | Scheidsrechters: Stephanie Judefind (USA) Lyndal Robertson (RSA) |
|                       | (verslag) |       | Scheidsrechters: Stephanie Judefind (USA) Lyndal Robertson (RSA) |

| 30 oktober 2015 19:00 |           |          |                                                        |
| Zuid-Afrika           | 27–0      | Tanzania | Scheidsrechters: Sharne Meyers (ZIM) Jummai Sule (NGA) |
|                       | (verslag) |          | Scheidsrechters: Sharne Meyers (ZIM) Jummai Sule (NGA) |

| 1 november 2015 09:00 |           |         |                                                             |
| Tanzania              | 0–11      | Namibië | Scheidsrechters: Deborah Agunda (KEN) Cynthia Clement (GHA) |
|                       | (verslag) |         | Scheidsrechters: Deborah Agunda (KEN) Cynthia Clement (GHA) |

| 1 november 2015 11:30 |           |       |                                                            |
| Zuid-Afrika           | 3–0       | Ghana | Scheidsrechters: Stephanie Judefind (USA) Caren Ouma (KEN) |
|                       | (verslag) |       | Scheidsrechters: Stephanie Judefind (USA) Caren Ouma (KEN) |

| 1 november 2015 12:00 |           |         |                                                               |
| Kenia                 | 1–3       | Nigeria | Scheidsrechters: Chantelle Britz (RSA) Lyndal Robertson (RSA) |
|                       | (verslag) |         | Scheidsrechters: Chantelle Britz (RSA) Lyndal Robertson (RSA) |

### Eindrangschikking
| rang   | land        |
| ------ | ----------- |
| Goud   | Zuid-Afrika |
| Zilver | Ghana       |
| Brons  | Kenia       |
| 4      | Namibië     |
| 5      | Zimbabwe    |
| 6      | Nigeria     |
| 7      | Tanzania    |